# Cwmbrân
Cwmbrân je město ve Walesu, ležící na území hrabství Gwent. Vzniklo v roce 1949 a jeho součástí jsou vesnice Old Cwmbrân, Pontnewydd, Upper Cwmbrân, Croesyceiliog, Llantarnam a Llanyrafon. Celkový počet obyvatel byl v roce 2011 bezmála 50 tisíc. Nachází se zde nákupní centrum Cwmbran Shopping Centre, jehož výstavba začala v roce 1959, a ve kterém se nachází obchody, restaurace, kino i knihovna. V Cwmbrânu sídlí fotbalové kluby Cwmbrân Town AFC, Cwmbran Celtic F.C. a Croesyceiliog A.F.C. Prochází tudy železnice.